# José María Fernández Saldaña
José María Fernández Saldaña (Salto, 19 de enero de 1879-Montevideo, 16 de diciembre de 1961) fue un historiador, escritor, periodista y abogado uruguayo.

## Biografía
Sus padres fueron José M. Fernández Vior y Dolores Saldaña. 
Se recibió de bachiller en el antiguo 'politécnico' de Salto y se recibió de abogado en la Facultad de Derecho de Montevideo en 1905 y se desempeñó como Juez de Paz en el Departamento de Lavalleja.

Ejerció durante siete años el cargo de subdirector del Archivo y Museo Histórico Nacional. Cumplió labores como Juez de paz en Minas, y fue diputado por el departamento de Lavalleja. Posteriormente deja su labor parlamentaria para desempeñarse como diplomático en Brasil.
Colaboró con las publicaciones La Alborada, dirigida por el rochense Constancio Vigil y Rojo y Blanco, cuyo director fue Samuel Blixen,.
Fernández Saldaña escribió artículos sobre temas históricos en La Mañana (Uruguay) y El Día (Uruguay) de Montevideo, La Prensa (Argentina) de Buenos Aires e integró la redacción de Diario del Plata.
A nivel literario, se concentró en la labor histórica de reconstrucción del pasado, reuniendo a lo largo de varios años una importante colección de escritos, documentos y fotografías que actualmente se encuentran en la Biblioteca Nacional.
Su obra más destacada fue el Diccionario Uruguayo de Biografías (1810-1940), en cual reunió las biografías de 800 personalidades uruguayas.

## Obra
- Pintores y escultores uruguayos (1916).
- Historia general de la ciudad y departamento de Salto (1919).
- Juan Manuel Blanes, su vida y sus cuadros (1931).
- Diccionario Uruguayo de Biografías 1810-1940 (1945).
- Historias del viejo Montevideo (2 volúmenes, 1967).